# Ебергард Воґдт
Ебергард Воґдт (27 липня 1902 — 9 лютого 1964) — естонський яхтсмен.
Бронзовий призер Олімпійських Ігор 1928 року в класі 6 метрів.